# Casina

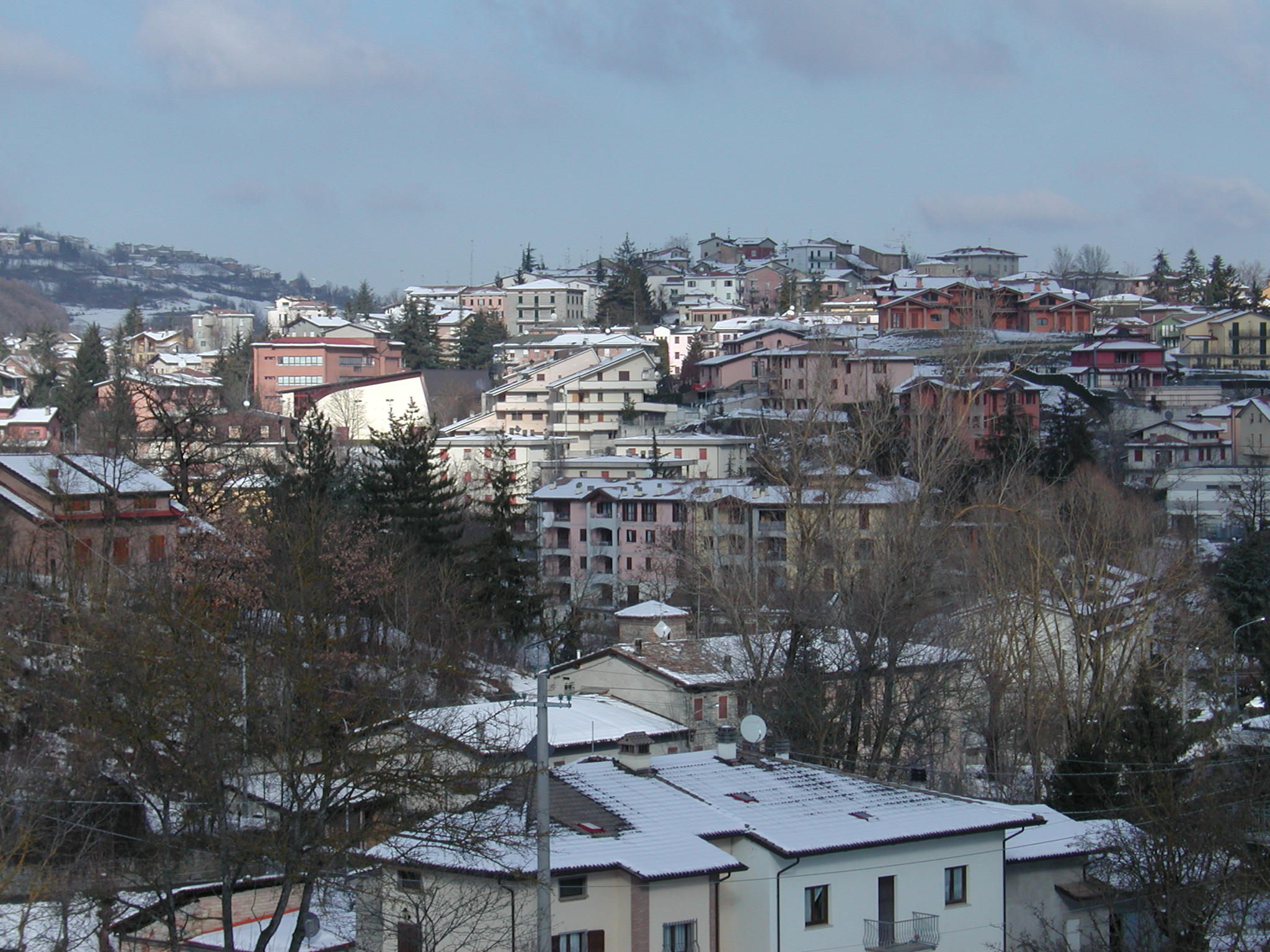
Panorama von Casina

Casina ist eine italienische Gemeinde (comune) mit 4555 Einwohnern (Stand 31. Dezember 2023) in der Provinz Reggio Emilia in der Emilia-Romagna. Die Gemeinde liegt etwa 22,5 Kilometer südwestlich von Reggio nell’Emilia.

## Verkehr
Durch die Gemeinde führt die Strada Statale 63 del Valico del Cerreto von Aulla nach Gualtieri.

## Städtepartnerschaften
- Fritzlar (Deutschland)